# Secret Level (Fernsehserie)
Secret Level ist eine animierte Anthologie-Serie für Erwachsene, die von Tim Miller für Amazon Prime Video kreiert wurde. Die Serie wurde von Millers Blur Studio zusammen mit Amazon MGM Studios produziert. Dave Wilson tritt als ausführender Produzent und leitender Regisseur ein. Die Serie besteht aus fünfzehn Geschichten, die in den Welten verschiedener Videospiele spielen. Zu den originalen Synchronsprechern gehören Arnold Schwarzenegger, Patrick Schwarzenegger, Kevin Hart, Laura Bailey, Heaven Hart, Keanu Reeves, Gabriel Luna, Ariana Greenblatt, Adewale Akinnuoye-Agbaje, Michael Beach, Emily Swallow und Claudia Doumit.
Die Serie wurde im August 2024 von Amazon in Produktion gegeben und im selben Monat erstmals auf der Gamescom vorgestellt. Die ersten acht Folgen wurden weltweit am 10. Dezember 2024 veröffentlicht, die restlichen sieben Folgen am 17. Dezember 2024. Die Serie erhielt gemischte Kritiken. Die Pac-Man-Folge diente als Werbung für das kommende Spiel Shadow Labyrinth. Im Dezember 2024 wurde eine zweite Staffel angekündigt.

## Handlung
Die Serie besteht aus fünfzehn animierten, eigenständigen Kurzgeschichten, die auf den folgenden Videospielen und Franchises basieren:
| Marke                            | Inhaber                        |
| -------------------------------- | ------------------------------ |
| Armored Core                     | FromSoftware                   |
| Concord                          | Sony Interactive Entertainment |
| Crossfire                        | Smilegate                      |
| Dungeons & Dragons               | Wizards of the Coast           |
| Exodus                           | Archetype Entertainment        |
| Honor of Kings                   | TiMi Studio Group              |
| Mega Man                         | Capcom                         |
| New World: Aeternum              | Amazon Games                   |
| The Outer Worlds 2               | Obsidian Entertainment         |
| Pac-Man (Shadow Labyrinth)       | Bandai Namco Entertainment     |
| PlayStation                      | Sony Interactive Entertainment |
| Sifu                             | Sloclap                        |
| Spelunky                         | Mossmouth, LLC                 |
| Unreal Tournament                | Epic Games                     |
| Warhammer 40,000: Space Marine 2 | Games Workshop                 |

## Episoden
| Nr. (ges.) | Nr. (St.) | Deutscher Titel                               | Originaltitel                                 | Erstveröffentlichung USA | Regie                                                     | Drehbuch                                                              | Studio                                |
| --- | --------- | --------------------------------------------- | --------------------------------------------- | ------------------------ | --------------------------------------------------------- | --------------------------------------------------------------------- | ------------------------------------- |
| 1 | 1         | Dungeons & Dragons: Die Wiege der Königin     | Dungeons & Dragons: The Queen's Cradle        | 10. Dez. 2024            | Maxime Luère, Léon Bérelle, Dominique Boidin, Rémi Kozyra | K. D. Davila und Levin Menekse Kurzgeschichte von: Brooke Bolander    | Unit Image (aus Frankreich)           |
| Der Mensch Solon, der von einer unbekannten und bösartigen Entität heimgesucht wird, ist Gefangener eines Kults, jedoch rettet ihn eine Abenteurergruppe bestehend aus der Paladin Mora, der Magierin Tally, dem Mönch Luzum und der Druidin Ahokal. Mora bringt ihn zur Heilung zu einem Drachen namens Oriel im Innern einer Festung, als sich ihnen die Schergen eines Lichs nähern. Oriel absorbiert die Entität, die sich in Solon befindet, während die anderen drei vor der Festung ihre Verfolger besiegen. Oriel wird daraufhin verdorben und stirbt, als Tiamat aus seinem Körper hervortritt. Die vier Abenteurer tun sich daraufhin mit Solon zusammen, der nun Kräfte eines Klerikers besitzt, um gegen Tiamat zu kämpfen. Besetzung: Noah Manzoor als Solon, Madeleine Knight als Mora, Laura Wohlwend als Tally, Delroy Atkinson als Luzum, Umulisa Gahiga als Ahokal, Paul Ridley als Oriel, Rita Estevanovich und Tracy Wiles als Tiamat. |           |                                               |                                               |                          |                                                           |                                                                       |                                       |
| 2 | 1         | Sifu: Ein Leben lang                          | Sifu: It Takes a Life                         | 10. Dez. 2024            | László Ruska                                              | Rich Larson Kurzgeschichte von: Rich Larson                           | Digic Pictures (aus Ungarn)           |
| Ein junger Mann, MC, spricht mit einem Straßenhändler, als er bemerkt, wie ein Mann namens Sean einen Club betritt, einer der Menschen, die seinen Vater und ihn getötet haben. MC betritt den Club auf der Suche nach Sean und kämpft sich durch viele Schläger. Einige von ihnen schaffen es, ihn zu töten, doch MC hat die Fähigkeit, auf Kosten seines Alters wieder zum Leben zu erwachen. Als er Sean erreicht, um seine Rache zu üben, ist er für Sean so gealtert, dass er ihn nicht mehr wiedererkennt. MC kehrt zum Straßenhändler zurück, vermutlich nachdem er Sean nach mehreren Versuchen getötet hat, wie sein gealtertes Aussehen zeigt. Der Händler denkt zunächst, er sei der Großvater MCs, bevor er erkennt, dass er es tatsächlich selbst ist. Besetzung: Parry Shen als MC (jung), Ping Wu als MC (alt), Lydia Look als Li, Nelson Lee als Sean, Feodor Chin als Schläger, Rae Lim als MC (Kind). |           |                                               |                                               |                          |                                                           |                                                                       |                                       |
| 3 | 1         | New World: Auf ewig König                     | New World: The Once and Future King           | 10. Dez. 2024            | Maxime Luère, Léon Bérelle, Dominique Boidin, Rémi Kozyra | J. T. Petty und Philip Gelatt                                         | Unit Image (aus Frankreich)           |
| König Aelstrom und seine Armee segeln zur Insel Aeternum, um sie zu erobern. Ihr Schiff wird jedoch in einem Sturm zerstört und hinterlässt keine Überlebenden außer Aelstrom selbst und seinem Berater Scaevola, einem ehemaligen Kämpfer, dem ein Arm fehlt. Sie erkennen schon bald, dass sie die Insel weder verlassen noch sterben können. Aelstrom fordert den Herrscher der Insel, König Zima, mehrmals um den Thron heraus und verliert jedes Mal. Als Scaevola zugibt, dass Aelstrom ein schrecklicher König war, verlässt Aelstrom ihn und fordert Zima, nachdem er durch zahlreiche Kämpfe eine magische Rüstung und Waffen erhalten hat, erneut heraus, nur um erneut besiegt zu werden. Zima ist gelangweilt von Aelstroms Bemühungen, ihn zu stürzen, und gibt ihm einfach seine Krone. Aelstrom nimmt die Krone an sich und verlässt eilig die Halle des König, nur um bald darauf festzustellen, dass er ganz allein ist. Er bittet einen örtlichen Händler um Hilfe, um das Schmiedehandwerk zu erlernen. Nach einiger Zeit versöhnt sich Aelstrom mit Scaevola und schenkt ihm eine Armprothese, die aus der Krone gefertigt wurde. Besetzung: Arnold Schwarzenegger als König Aelstrom, Steven Pacey als Scaevola, Gabriel Luna als König Zimah, Arazou als Urda, Dana Haqjoo als Zimahs Assistent, Carlo Rota als Zauberer. |           |                                               |                                               |                          |                                                           |                                                                       |                                       |
| 4 | 1         | Unreal Tournament: Xan                        | Unreal Tournament: Xan                        | 10. Dez. 2024            | Franck Balson                                             | Justin Rhodes                                                         | Blur Studio (aus USA)                 |
| Ein Bergbauroboter erlangt Bewusstsein und erkennt, dass seine menschlichen Herren Roboter für Turniere missbrauchen, weil sie sie als entbehrlich betrachten. Wütend übernimmt der Roboter die Kontrolle über die anderen Roboter und tötet in einem der nächsten Turniere die menschlichen Herren. Daraufhin werden alle Bergbauroboter verhaftet und gezwungen, an öffentlichen Gladiatorenkämpfen teilzunehmen, um ein Zeichen gegen die Rebellion zu setzen. Während er die Kämpfe beobachtet, lernt der empfindungsfähige Roboter Kampftaktiken und gewinnt seinen ersten Kampf. Dies setzt sich fort, wobei der Roboter eine Reihe von Siegen anhäuft, den Namen XAN und die Anerkennung der Massen erhält. Um herauszufinden, warum alle Kämpfer gegen einen Bergbauroboter verlieren, lässt die Spielleiterin einen ihrer Techniker einen der Roboter studieren, während sie ihren Necris-Captain und seine Soldaten schickt, um persönlich gegen XAN zu kämpfen. Als XAN diesen Plan erkennt, lädt er sich in den Roboter hoch, der vom Techniker untersucht wird, erlangt die Kontrolle über das Stadion selbst und besiegt den Captain. Die Spielleiterin betritt mit ihren Wachen das Stadion, um XANs Hinrichtung persönlich zu überwachen, doch XAN nutzt seine Macht, um die Wachen zu töten und mit Unterstützung des Publikums eine Rebellion zu starten. Besetzung: Elodie Yung als Spielleiterin, Gideon Emery als Necris-Captain, Mitch Eakins als Dean, Chris Payne Gilbert als Parker, Carlin James als Liandri-Techniker, Fred Tatasciore als Arenasprecher. |           |                                               |                                               |                          |                                                           |                                                                       |                                       |
| 5 | 1         | Warhammer 40K: Kenne keine Furcht             | Warhammer 40,000: And They Shall Know No Fear | 10. Dez. 2024            | Dave Wilson                                               | J. T. Petty und Justin Rhodes                                         | Blur Studio (aus USA)                 |
| Sergeant Metaurus bestätigt, dass er über eine Mission zur Zerstörung einer Reliquie informiert wurde, bevor er seine Servorüstung anlegt, und darüber nachdenkt, dass er einen jungen Mann rekrutiert hatte, der keine Furcht kannte, anstatt sie ihm abtrainieren zu müssen, um ein Space Marine zu werden. Er und sein Trupp, zu dem auch Leutnant Titus gehört, landen auf einem Planeten und schleppen einen Steinsarkophag hinter sich her. Sie kämpfen gegen Chaoskultisten und erreichen schließlich die Reliquie, eine Statue. Dort öffnet sich der Sarkophag und enthüllt einen Psioniker, der dem Team ein psychisches Kraftfeld verleiht. Ein mächtiger Chaoszauberer flankiert die Marines und tötet den Psioniker. Der Zauberer friert die Zeit ein und greift jeden Marine psychisch an, indem er ihre tiefsten Ängste ausnutzt. Er erreicht Metaurus, der sieht, wie Titus in einen Chaos Marine verwandelt wird, und er fällt. Titus widersteht dem Angriff des Zauberers und tötet ihn. Titus kontaktiert das Raumschiff der Marines und fordert einen Orbitalangriff auf die Reliquie an. Metaurus hat sich mit seinem Tod abgefunden, aber Titus ist anderer Meinung, zerrt Metaurus hinaus und stellt sich einer herannahenden Horde. Besetzung: Adewale Akinnuoye-Agbaje als Bladeguard Sergeant Metaurus, Clive Standen als Lieutenant Titus, Ben Plessala als junger Titus, Mark Sheppard als Astropath und Ultramarines Orbital Command, Alexa Kahn als Zauberin des Tzeentch. |           |                                               |                                               |                          |                                                           |                                                                       |                                       |
| 6 | 1         | PAC-MAN: Labyrinth                            | PAC-MAN: Circle                               | 10. Dez. 2024            | Víctor Maldonado und Alfredo Torres                       | J. T. Petty                                                           | Illusorium (aus Spanien)              |
| In einem unterirdischen Komplex erwacht ein menschenähnliches Wesen ohne Erinnerungen. Er wird von einer schwebenden gelben Kugel namens Puck begrüßt, der ihm sagt, er sei der „Auserwählte“, der dem „Labyrinth“ entkommen muss: einer fremden Welt voller gefährlicher Flora, Fauna und hungriger Geister. Auf Pucks Drängen nimmt er ein Schwert und „übt“ für seine Rolle, indem er anderes Leben tötet und isst. Als es dem Schwertkämpfer nicht gelingt, den letzten Wächter am Ausgang zu besiegen, „isst“ Puck ihn und erlangt so die Macht, den Wächter zu besiegen. Als der Schwertkämpfer erkennt, dass Puck derjenige ist, der gefangen ist und seinen Körper braucht, um zu entkommen, reißt er Puck aus sich heraus und stirbt. Puck kehrt in den unterirdischen Komplex zurück und erweckt dort einen neuen „Auserwählten“. Besetzung: Emily Swallow als Puck, Aleks Le als Schwertkämpfer („Der Auserwählte“). |           |                                               |                                               |                          |                                                           |                                                                       |                                       |
| 7 | 1         | Crossfire: Konflikt des Guten                 | Crossfire: Good Conflict                      | 10. Dez. 2024            | Damian Nenow                                              | Philip Gelatt Kurzgeschichte von: Russ Linton                         | Platige Image (aus Polen)             |
| Zwei Gruppen bewaffneter Soldaten verschanzen sich in einem Gebäude in einer verlassenen Stadt. In einer der Gruppen befindet sich ein Zivilist, der an einen Aktenkoffer gefesselt ist und ständig darum bittet, ihn zu beschützen, während die andere Gruppe nach diesem Aktenkoffer sucht. Der Sturm bläst die Planen weg, die das Gebäude bedecken, und enthüllt die Söldner, während die anderen Kräfte sich zum Abfangen bereit machen. Die Söldner teilen sich in Autos auf, während Global Risk in gepanzerten Fahrzeugen die Verfolgung aufnimmt. Ihr Scharfschütze kann den Aktenkoffer mit Wärmebildkameras identifizieren, und sie drängen die Söldner unter eine Überführung. Es kommt zu einem Feuergefecht, und die Söldner können fliehen, indem sie weißen Phosphor verwenden, um ihre Wärmesignaturen zu maskieren. Der Aktenkoffer im Fahrzeug entpuppt sich als Attrappe, während sich der echte Aktenkoffer in einem anderen Fahrzeug befindet. Global Risk erkennt den wahrscheinlichsten Fluchtweg und kann die Verfolgung aufnehmen, die schließlich zu einem Seehafen führt, wo einer der Söldner niedergeschossen wird. Der an den Aktenkoffer gefesselte Mann flieht, während ein Söldner Rache nimmt. Schließlich findet ein Söldner den Mann und wird von einem Global Risk-Operator konfrontiert, gibt aber schließlich den Aktenkoffer ab und bekräftigt, dass sie nicht die Bösen sind. Die beiden verbleibenden Söldner setzen den Mann trotz seiner Proteste an der Grenze ab und die Global Risk-Operatoren kehren mit dem Aktenkoffer in der Hand zu ihrer Operationsbasis zurück. Besetzung: Ricky Whittle als Cross, Claudia Doumit als Layla, Samuel Roukin als Fitz, Matt Peters als Mahler, Jessica Camacho als Cabrera, Jake Matthews als Mason, Aidan Bristow als Jeffrey, Alex Jai als unabhängiger Söldnerfahrer und Global Risk-Operator, Piotr Michael als Global Risk-Scharfschütze. |           |                                               |                                               |                          |                                                           |                                                                       |                                       |
| 8 | 1         | Armored Core: Ressourcenmanagement            | Armored Core: Asset Management                | 10. Dez. 2024            | Dave Wilson                                               | J. T. Petty Kurzgeschichte von: Peter Watts                           | Digic Pictures (aus Ungarn)           |
| Ein modifizierter Core-Pilot trinkt in einer Bar. Er kommuniziert mit einem in sein Gehirn implantierten KI-Augment, das ihm sagt, dass er jemanden zum Reden braucht, bevor es ihn auf einen bevorstehenden Auftrag aufmerksam macht. Er zieht einen großen mechanischen Anzug an und greift zwei andere Core-Piloten an. Er und die KI besprechen die bemerkenswerte Synchronizität der anderen Piloten, während er beide Mechs außer Gefecht setzt, bevor er weiter zum Ziel fliegt. Er greift drei weitere Piloten an, die ebenfalls unglaublich geschickt sind; er setzt den schweren Mech mit einem Überraschungsangriff außer Gefecht und zerstört die anderen nur knapp, indem er einen Tunnel zum Einsturz bringt. Der Pilot erreicht sein Ziel, ist aber überrascht, ein Labor vorzufinden, das dem ähnelt, in dem er modifiziert wurde. Die KI erkennt, dass das Ziel die anderen Piloten waren, die wie der Pilot ebenfalls modifiziert sind, obwohl die Technologie eigentlich verloren gegangen sein sollte, und glaubt, dass die anderen Piloten nicht versucht haben, sie zu töten. Der letzte feindliche Pilot bittet um Hilfe, aber der Pilot zertrümmert ihm mit seinem Mech den Schädel und beharrt darauf, dass niemand so wie er sein wird. Besetzung: Keanu Reeves als Pilot, Erin Yvette als The Voice, Temuera Morrison als Old Salt, Patrick Schwarzenegger als The Kid, Steve Blum als Dispatch und Mechaniker. |           |                                               |                                               |                          |                                                           |                                                                       |                                       |
| 9 | 1         | The Outer Worlds: Der Umgang, den wir pflegen | The Outer Worlds: The Company We Keep         | 17. Dez. 2024            | Bengt-Anton Runsten                                       | Heather Anne Campbell Kurzgeschichte von: Siobhan Carroll             | Goodbye Kansas Studios (aus Schweden) |
| Amos ist ein Waisenkind, das auf einem abgelegenen Planeten Müll sortiert. Eines Tages trifft er zufällig auf einen Mann, der Plakate aufhängt, und bittet ihn, sie ihm vorzulesen. Das Plakat ist für einen Job als Testperson für Auntie Cleo, einen Megakonzern, der Arzneimittel herstellt. Amos ist scharf darauf, den Job anzunehmen, weil Dr. Felicity Karo auf dem Plakat steht, die in der Vergangenheit ein weiteres Waisenkind war, in das Amos verknallt war, weil sie ihm half und die ein Talent für die Herstellung von Medikamenten hatte. Er wird dann zur Testperson, die verschiedenen Ereignissen ausgesetzt ist, die schließlich dazu führen, dass er alle seine Gliedmaßen verliert. Schließlich lernt er Felicity kennen, die ihn zurechtweist, weil sie beabsichtigt, das neue Oberhaupt und Gesicht des Unternehmens zu werden, und ihn mutlos zurücklässt. Verzweifelt versucht er, dem Firmenchef zu erklären, dass Felicity gegen die Richtlinien verstößt, und als die Tests an lebenden Probanden eingestellt werden, um ungetestete Produkte an die Öffentlichkeit zu bringen, trifft er den Firmenchef, der bereits Felicity ist. Sie ist scheinbar voller Reue und fragt ihn, ob sie ein schlechter Mensch sei, und er verneint, während sie Amos’ Beweise stiehlt. Besetzung: Brenock O'Connor als Amos, Raffey Cassidy als Felicity Karo, Fenella Woolgar als Dr. Langdon, Nicholas A. Newman als Street Advisor, Joanne Henry als Interviewerin, Jamie Treacher als Chairman Courtright. |           |                                               |                                               |                          |                                                           |                                                                       |                                       |
| 10 | 1         | Mega Man: Start                               | Mega Man: Start                               | 17. Dez. 2024            | Alex Beaty                                                | Jeff Juhasz                                                           | Illusorium (aus Spanien)              |
| In Mega City wurden die Roboterkreationen von Dr. Light von Dr. Wily umprogrammiert, der nun die Roboter aussendet, um die Stadt zu zerstören, anstatt sie zu beschützen. Rock, eine humanoide Schöpfung von Light, äußert seinen Wunsch, beim Kampf zu helfen, aber der Doktor lehnt ab und bereitet sich darauf vor, seine neueste Kreation, Bomb Man, loszuschicken, um die anderen zu besiegen. Als Bomb Man hochfährt, entführt ihn eine von Wilys Drohnen und bringt ihn gegen Light und Rock auf. Eine Explosion trennt Rocks linke Hand ab, aber er entdeckt eine Gefrierkanone und befestigt diese an sich. Er friert Bomb Mans Projektil an seiner Hand ein, das explodiert und den Roboter zerstört. Eine andere Drohne versucht, Rock zu infizieren, aber Rock widersteht und schafft es, sie zu zerstören. Von seinen aufrichtigen Absichten und seiner Unschuld bewegt, willigt Light ein, Rock kämpfen zu lassen, rüstet ihn mit einer neuen Kampfrüstung auf, bevor er ihn nach Mega City teleportiert, um die wütenden Roboter aufzuhalten. Besetzung: Alkaio Thiele als Rock, Rick Overton als Dr. Light, Bridget Oberlin als Nachrichtensprecherin 1, Brad Abrell als Nachrichtensprecher 2. |           |                                               |                                               |                          |                                                           |                                                                       |                                       |
| 11 | 1         | Exodus: Odyssey                               | Exodus: Odyssey                               | 17. Dez. 2024            | Alex Beaty                                                | Tim Miller                                                            | Blur Studio (aus USA)                 |
| Nik Hanson ist Mechaniker auf der kürzlich kolonisierten Eiswelt Lidon. Seine Tochter Mari sehnt sich nach mehr und läuft mit Rafael davon, um die Galaxie zu erkunden und nach unbezahlbaren Artefakten zu suchen. Nachdem Nik seine Frau verloren hat, folgt er verzweifelt Hinweisen auf der Suche nach ihr und nutzt Warp-Tore, die sein Schiff auf nahezu Lichtgeschwindigkeit beschleunigen. Aufgrund der Zeitdilatation bedeutet seine zehnjährige Reise, dass für Mari mehrere Jahrzehnte vergangen sind. Er erreicht einen Punkt, an dem Mari, Rafael und ihre Crew ein außerirdisches Reich namens Celestials bestohlen haben und vor ihnen flohen. Nik wird ein Diener der Celestials und bei ihrer Verfolgung kann Nick schließlich Mari einholen, die inzwischen älter ist als er. Nick stiehlt ein Schiff und entkommt den Celestials mit Mari, die ihm eine Karte zu weiteren Artefakten gibt, bevor sie schließlich stirbt. Nik kehrt nach Lidon zurück und gibt ein Artefakt zurück, um den Planeten für Kara Voss, die Enkelin von Thadie, die Nik ursprünglich die Mittel geliehen hatte, um seiner Tochter nachzujagen, gastfreundlicher zu machen. Trotz des Wertes des Artefakts besteht Nik darauf, ohne Bezahlung abzureisen und macht sich im Gedenken an seine Tochter auf die Suche nach weiteren Artefakten. Besetzung: Nikko Austin Smith als Mari Hanson, Michael Beach als Nik Hanson, Lily Cowles als Kara Voss, Christopher Sean als Rafael Sabatine, Courtenay Taylor als Thadie Voss, Paul Nakauchi als Luca Sabatine. |           |                                               |                                               |                          |                                                           |                                                                       |                                       |
| 12 | 1         | Spelunky: Striche im Stein                    | Spelunky: Tally                               | 17. Dez. 2024            | Emily Dean                                                | Tamsyn Muir Kurzgeschichte von: Tamsyn Muir                           | Illusorium (aus Spanien)              |
| Ana Spelunky ist eine junge Abenteurerin, die vor einem großen, maulwurfähnlichen Wesen flieht. Sie springt über eine Lücke über einer Grube aus Stacheln, verfehlt aber nur knapp den anderen Vorsprung und stürzt in den Tod. Sie erwacht in einer Höhle und wird von einer älteren Abenteurerin, Liz Mutton, begrüßt, die sie tröstet. Ana beschließt, erneut zu laufen, und lässt ihren Tod und ihre Wiederauferstehung souverän hinter sich. Nach weiteren Toden und Wiederauferstehungen verlässt Ana jedoch schließlich der Mut. Liz zeigt Strichlisten, auf denen ihre eigenen zahllosen Tode und Wiederauferstehungen verzeichnet sind, und weist darauf hin, dass in jedem einzelnen „Lauf“ so viel Schönheit steckt und die Erinnerungen, die bleiben, Ana dazu inspirieren, erneut zu laufen. Besetzung: Ariana Greenblatt als Ana Spelunky, Merle Dandridge als Liz Mutton. |           |                                               |                                               |                          |                                                           |                                                                       |                                       |
| 13 | 1         | Concord: Die Geschichte der Implacable        | Concord: Tale of the Implacable               | 17. Dez. 2024            | Patrick Osborne                                           | J. T. Petty und Christian Taylor Kurzgeschichte von: Rachael K. Jones | Axis Studios (aus Schottland)         |
| Cassidy, eine Freischärlerin und Kapitänin, wird gefangen genommen und gefesselt, um einen gestohlenen Chip aus ihrem Arm zu entnehmen. Eine Krankenschwester bittet um ihre Freilassung, aber der Offizier lehnt ab. Die Besatzung lenkt die Wachen jedoch ab, sodass Kai ein Seil in den Operationssaal schießen kann durch das Cassidy entkommen kann. Es kommt zu einem Feuergefecht, und der Offizier schneidet das Seil durch und tötet damit Cassidy. Die Besatzung entkommt mit dem neuen Piloten und streitet über den gescheiterten Raubüberfall. Cassidy enthüllt ihr Überleben und sie fliehen zur Tempest und bergen die Karte aller Sternenrouten im Wert von einer Milliarde Credits. Von Gildenschiffen umzingelt, verrät ihr Pilot sie. Kai überlistet den Piloten, öffnet die Luftschleuse, während alle gefesselt sind, und sie übermitteln die Karte an alle Piraten und entkommen in ihrem beschädigten Schiff. Der Erzähler deutet an, dass ihr Überleben ungewiss ist, aber sie sind dem Raubüberfall entkommen. Besetzung: Leah Harvey als Cassidy Taimak, Arthur Lee als Kai, Max Rinehart als Julius, Dimitri Abold als Rade, Rachel Handshaw als Sladie, Laura Bailey als Smokes, Louis Martin als Callosianische Offizierin, Derek Phillips als Lennox, Kerry Gutierrez als Spitz, Darin De Paul als Barkeeper/Erzähler, Clay Savage als Sicherheitsoffizier der Gilde 1, William Calvert als Sicherheitsoffizier der Gilde 2. |           |                                               |                                               |                          |                                                           |                                                                       |                                       |
| 14 | 1         | Honor of Kings: Der Lauf aller Dinge          | Honor of Kings: The Way of All Things         | 17. Dez. 2024            | Csaba Vicze                                               | J. T. Petty Kurzgeschichte von: S. L. Huang                           | Digic Pictures (aus Ungarn)           |
| Yi Xing, ein verwaister junger Mann, will den Tiangong herausfordern, einen Supercomputer, der seine Stadt kontrolliert. Angetrieben von Hass auf Tiangongs Rolle beim Tod seiner Eltern und angesichts des Niedergangs der Stadt hofft Yi, die Macht des Tiangong über die Stadt an sich zu reißen, indem er ihn in einem Spiel besiegt. Yi fordert den Tiangong zu einer Partie Weiqi/Go heraus, in der Yi ein Meister ist. Während des Spiels behauptet der Tiangong, dass alle Dinge vorherbestimmt sind und dass er bereits alle zukünftigen Handlungen vorhergesagt hat. Der Tiangong erschafft Bilder und Konstrukte, um seine philosophischen Punkte zu veranschaulichen. Während des Spiels erkennt Yi Xing, dass ihr Spiel direkte Auswirkungen auf die Stadt um sie herum hat. Nachdem ihm gezeigt wurde, dass seine Eltern sich selbst geopfert haben, um die Stadt zu retten, beschließt Yi, sich selbst und den Tiangong zu opfern, indem er Züge spielt, die die beiden im Stadtzentrum beeinflussen werden. Der Tiangong gibt auf. Yi Xing verlässt den Palast und hat nun die Macht des Tiangong, die Stadt zu kontrollieren. Das alles entpuppt sich als bloßes Bild oder Konstrukt, das Tiangong beobachtet hat. Dann tritt er hervor und beginnt die frühere Szene der Episode, in der Yi ihm zum ersten Mal begegnet. Besetzung: Aleks Le als Yi Xing, Nelson Lee als Tiangong, Victor Chao als Mad Beggar, Joy Osmanski als Yi Xings Mutter, Lee Shorten als Yi Xings Vater. |           |                                               |                                               |                          |                                                           |                                                                       |                                       |
| 15 | 1         | Playtime: Eilzustellung                       | Playtime: Fulfillment                         | 17. Dez. 2024            | Istvan Zorkoczy                                           | J. T. Petty Kurzgeschichte von: Rich Larson                           | Digic Pictures (aus Ungarn)           |
| O ist eine Fahrradkurierin, die gefährlich durch den Verkehr schlängelt, um ihren Liefertermin einzuhalten. Die Brille, die sie trägt, zeigt eine stark spielerische Welt mit einem Punktestand, dem Weg und einen Timer. Sie schafft es gerade noch rechtzeitig zum Liefertermin, wird jedoch nur mit einem virtuellen Skin für ihr Fahrrad in einfachem gebranntem Orange belohnt, obwohl das Fahrrad bereits orange ist. Buddibot, ihr schwebendes Haustier und Assistent, versucht sie vom Wert des Skins zu überzeugen. Ein geheimnisvoller Fremder erscheint und gibt ihr ein Paket mit einer handgeschriebenen Adresse. Buddibot warnt sie, es nicht anzunehmen, aber sie nimmt es doch an und enthüllt eine kleine blau leuchtende seesternartige Kreatur, die als „Conduit“ bezeichnet wird. Trotz Buddibots Protest kann sie sich nicht aus dem Conduit befreien und verifiziert, dass es echt ist, indem sie unter ihre Brille blickt. Helldivers erscheinen auf der Straße vor ihr und fordern sie auf, den Conduit herauszugeben, aber sie flieht. Das Conduit verwandelt ihr Fahrrad in ein schnittiges Motorrad, das an eine Playstation erinnert, bis sie von einem Colossus und Kratos abgefangen wird. Das Conduit verwandelt ihr Motorrad in ein fliegendes Fahrzeug, und Buddibot, der zurückgelassen wurde, nachdem er von einem Verkehrsunfall angefahren wurde, verwandelt sich und ruft die anderen allgegenwärtigen Buddibots herbei, um sie wegen Vertragsbruchs zu töten. Sie schafft es zu der Adresse, die sich als ihr Elternhaus herausstellt, und verlässt die Welt, die jetzt von Playstation-Produkten bevölkert ist, darunter Journey und Little Big Planet. Der Fremde stellt sich als ihr Freund Johnny heraus, und O willigt ein, wieder mit ihm zu spielen, woraufhin das Motorrad wieder auftaucht und Johnny sich erneut in den Colossus verwandelt. Besetzung: Heaven Hart als O, Kevin Hart als Buddibot, Jonny Cruz als Johnny, Christopher Judge als Kratos, Andrew Morgado als Helldiver, Fred Tatasciore als Helldiver, Mara Junot als Helldiver. |           |                                               |                                               |                          |                                                           |                                                                       |                                       |

## Produktion
Secret Level wurde von Tim Miller entwickelt, der mit seiner Firma Blur Studio als ausführender Produzent fungiert. Blur Studio fungiert zusammen mit Amazon MGM Studios als Produktionsfirma. Dave Wilson fungiert als ausführender Produzent und leitender Regisseur. Die Serie wurde am 14. August 2024 von Amazon Prime Video bestellt.
Nach der Produktion, aber vor der Veröffentlichung der Serie, war das Spiel Concord erschienen, wurde aber innerhalb von zwei Wochen von Sony Interactive Entertainment aufgrund niedriger Verkaufszahlen und Spielerzahlen aus dem Verkauf genommen. Miller erklärte, dass sie nicht in Erwägung zogen, die Concord-Episode zurückzuziehen, teilweise um die Arbeit zu respektieren, die bereits darin gesteckt worden war, und dass einige der anderen Episoden Spiele enthielten, die noch nicht veröffentlicht worden waren.
Am 17. Dezember 2024 wurde die Serie um eine zweite Staffel verlängert.

## Promotion
Die Serie wurde während der Gamescom am 20. August 2024 angekündigt. Bei der Veranstaltung wurde ein Trailer veröffentlicht, der Ausschnitte aus jeder der Episoden enthielt.
Der Pilot, der in der Armored Core-Episode auftritt, war aufgrund seiner Ähnlichkeit mit dem Schauspieler Keanu Reeves Gegenstand von Medienaufmerksamkeit und Spekulationen. Obwohl Amazon Prime Video zum Zeitpunkt der Ankündigung keine Informationen zur Besetzung preisgab, berichtete ComicBook.com von einem Zustrom von „fast nichts als Antworten über Reeves und seinen möglichen Auftritt in [der Serie]“ unter einem Beitrag des Social-Media-Kontos von Armored Core. Wesley Yin-Poole von IGN sagte, dass der Schauspieler, wenn es nicht wirklich Reeves wäre, aufgrund der Gewissheit, dass die Figur seiner ähnlich sei, eine Tantiemenzahlung verlangen könnte. Ali Jones von GamesRadar+ bemerkte, dass es sich bei der Aufnahme zwar auch „einfach um einen ethnisch nicht eindeutigen Mann mit ähnlichem Bart“ gehandelt haben könnte, ihnen aber die Ähnlichkeit aufgefallen sei und sie bezweifelten, dass Armored Core das Bild so prominent auf ihrem Social-Media-Konto platzieren würde, wenn es „nur irgendein beliebiger Schauspieler“ und nicht Reeves wäre.
Im Oktober 2024 wurde Reeves‘ Besetzung offiziell bekannt gegeben, neben Arnold Schwarzenegger, Patrick Schwarzenegger, Kevin Hart, Heaven Hart, Gabriel Luna, Ariana Greenblatt, Adewale Akinnuoye-Agbaje, Michael Beach, Emily Swallow, und Claudia Doumit.
Ein Videospiel, das die Geschichte der Pac-Man-Episode fortsetzt, mit dem Titel Shadow Labyrinth, soll 2025 erscheinen.

## Veröffentlichung
Der erste Teil der Serie feierte am 10. Dezember 2024 weltweit seine Premiere auf Amazon Prime Video. Der zweite Teil erschien am 17. Dezember 2024 ebenda.

## Kritiken
Auf der Website Rotten Tomatoes hat Secret Level eine Zustimmungsrate von 69 % basierend auf 16 Bewertungen mit einer durchschnittlichen Bewertung von 6,1/10. Der Konsens der Kritiker der Website lautet: „Secret Levels Melange aus Videospiel-Kurzfilmen kann nicht anders, als sich wie ein glorifizierter Sizzle Reel anzufühlen, aber diese Vignetten haben in kleinen Dosen eine gemeine Wirkung.“ Metacritic, das einen gewichteten Durchschnitt verwendet, vergab eine Punktzahl von 53 von 100 basierend auf neun Kritikern, was auf „gemischte oder durchschnittliche“ Bewertungen hinweist. Steven Nguyen Scaife von IGN sagte in einer 5/10-Bewertung, dass die Show „Schwierigkeiten hat, zufriedenstellende Geschichten für eine Kurzform-Anthologie zu finden“ und war mit der Auswahl des Ausgangsmaterials unzufrieden. Aramide Tinubu von Variety schrieb, dass „die Show wie schlecht geschriebene KI-Zusammenfassungen massiver Geschichten wirkt“.

### Auszeichnungen
Die Serie wurde bei den 23. Visual Effects Society Awards in der Kategorie „Herausragender animierter Charakter in einer Episode, einem Werbespot, einem Game Cinematic oder einem Echtzeitprojekt“ nominiert.